# 와온항
와온항(臥溫港)은 전라남도 순천시 해룡면 상내리에 있는 어항이다. 2005년 1월 19일 어촌정주어항으로 지정하여 관리하고 있다. 시설관리자는 순천시장이다.

## 어항 연혁
임진왜란 전후에 형성된 마을로 뒷산이 소가 누워있는 형상을 하고 있고, 겨울철에도 날씨가 따뜻하여 누울 와(臥) 따뜻할 온(溫)이라는 한자를 써서 와온마을이라 하였다

## 어항 구역
- 수역: 선착장 기점에서 NNW측 방향으로 210m이동, 해안선과 접한 지점에서 SW측 방향으로 500m이동, 그 즉각인 SE측 방향으로 290m이동, 그 직각인 NE측 방향으로 420m지점 해안선과 접한 선내 구역(133,400m2)[1]

## 어항 시설
- 물량장 282m, 방파제 80m

## 기본 계획
- 물량장 250m

## 정비 계획
- 물량장 250m

## 주요 어종
- 문절망둥어, 숭어, 짱뚱어, 낙지, 게, 맛조개